# Classificatie port-wijngaarden

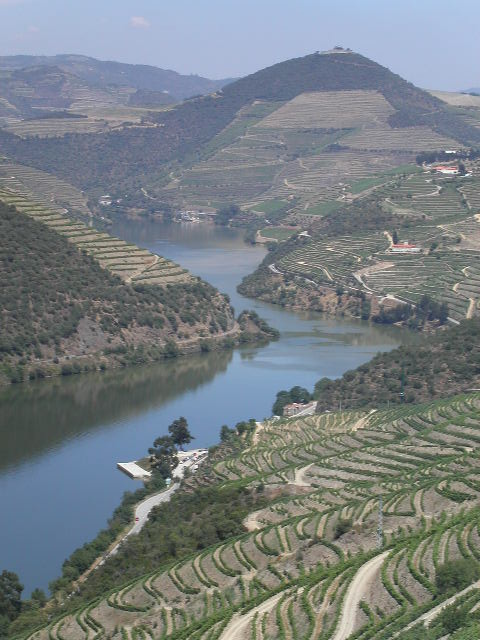
De Douro-rivier met daarlangs terraswijngaarden op vaak zeer steile hellingen.

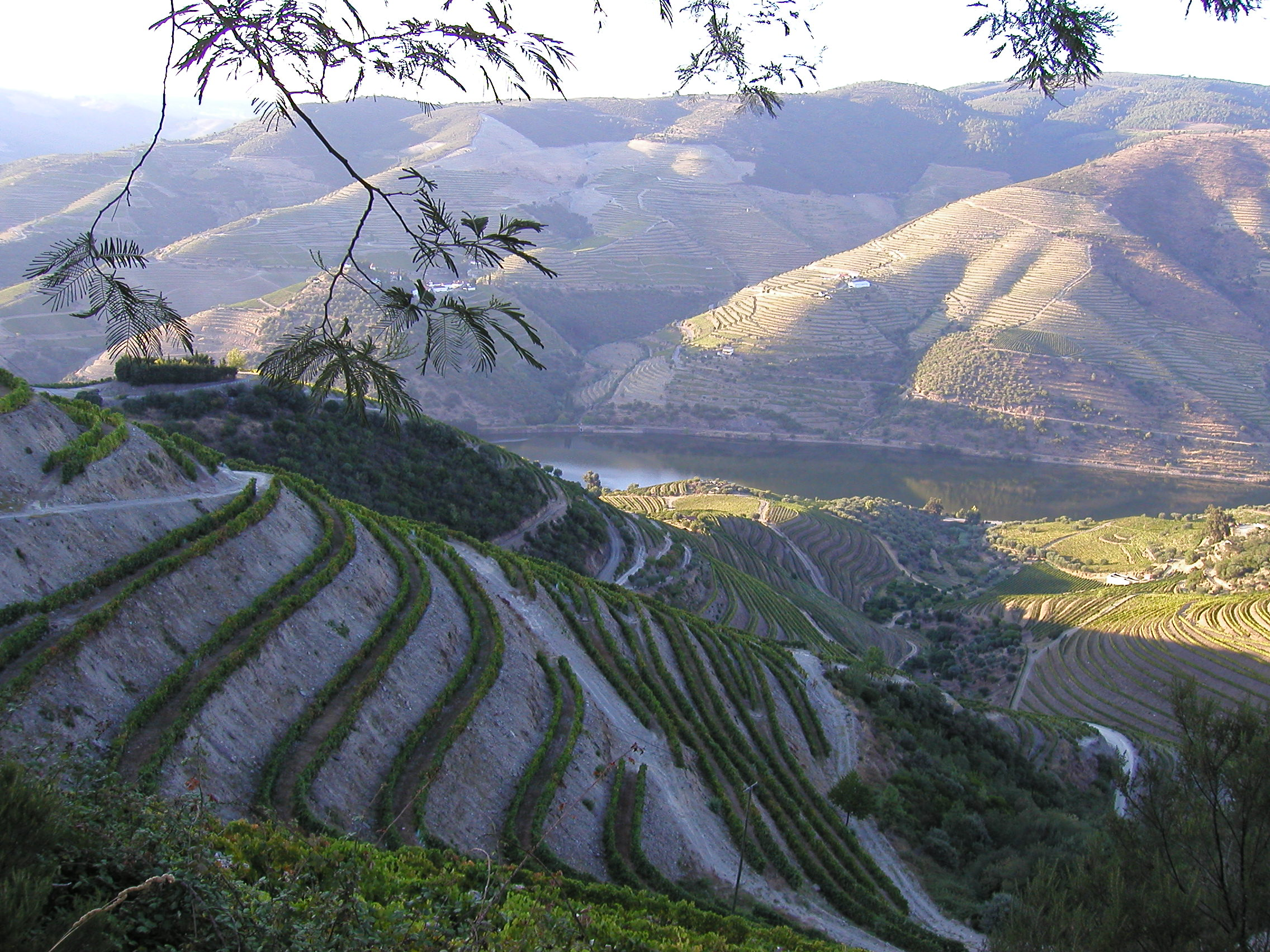
Soms neemt de terrasvorming extreme vormen aan.

De classificatie port-wijngaarden is een systeem dat het karakter en kwaliteitspotentieel van wijngaarden – bedoeld voor de productie van port – in de Dourovallei rangschikt. Van het gehele areaal aan wijnstokken dat in de Dourovalei staat is 26000 hectare goedgekeurd voor port.
In Portugal worden dus niet de portwijnen zelf een status toegekend, maar de wijngaard waarvan de wijnmaker gebruikmaakt.
Het classificatiesysteem wordt beheerd door het “Instituto dos Vinhos do Douro e Porto”. Afgekort: IVDP. Zo ziet het er onder andere ook op toe dat de toegestane opbrengsten voor productie – op basis van geregistreerde kenmerken van een wijngaard – niet worden overschreden.
Voor de productie van “gewone wijn” – die ook wel in dit portwijn-gebied wordt gemaakt – gelden de regels van DOC.

## Quinta’s en wijngaarden
Met een quinta wordt hier een Portugees bedrijf of boerderij bedoeld dat druiven verbouwt. Meestal worden door handelshuizen in Porto of Vila Nova de Gaia druiven van bepaalde quinta’s ingekocht, waarna zij er portwijn van maken. Zo hebben veel handelshuizen die een bepaald portmerk voeren geen eigen wijngaarden. Een aantal – vooral wat grotere portmerken – bezit wel bepaalde quinta's.
Slechts enkele quinta’s maken hun eigen port. Deze wijn wordt dan aangeduid als “single quinta-port”. De druiven komen dan immers van hun eigen wijngaarden. Enkele voorbeelden hiervan zijn Quinta do Noval en Quinta do Vesuvio. In deze hoedanigheid is een quinta vergelijkbaar met een Frans château of Duits wijngoed.
Quinta’s kunnen soms in het bezit zijn van meerdere – verschillend geclassificeerde – wijngaarden.
Druiventeelt is in de Dourovalei vrij moeilijk vanwege de vaak uit graniet bestaande zeer steile hellingen. Terrasvorming kan dan extreme vormen aannemen. Voor andere landbouwgewassen is de grond niet geschikt, al staan er weleens amandel- en olijfbomen langs de randen van de wijngaarden.

## Geschiedenis
De oorsprong van het kwaliteitssysteem komt uit verordeningen van kwaliteitscontrole door de markies van Pombal – Sebastião José de Carvalho e Melo – in het midden van de 18e eeuw.
Britse port-producenten – die dikwijls eveneens de handelaren en verschepers waren – hadden in het begin van de 18e eeuw de algehele controle over de port-industrie, inclusief de invloed op de prijzen voor druiven die verbouwd werden in de Dourovallei.
Een aantal schandalen brachten schade toe aan de portwijn-industrie. Fraude en vervalsing, zoals slechte kwaliteit port van druiven die verbouwd waren buiten de regio, of vermenging met vlierbessensap. Dit alles had een economische impact op het reilen en zeilen van de verkoop en de prijzen over de gehele linie. 
Naar aanleiding van klachten door de Portugese druivenverbouwers over de bedrijfspraktijken van de Britten en hoe zij omgingen met de groeiende economische crisis in de porthandel, besloot de markies van Pombal de Douro Wine Company op te richten. Deze kreeg de macht om verordeningen op te stellen en  kwaliteitscontroles uit te voeren.
Ook belangrijk voor de kwaliteitsverbetering in het gebied is de wijze waarop de terrassen werden aangelegd en beplant. Verbeteringen werd bespoedigd na de druifluisepidemie eind 19e eeuw.

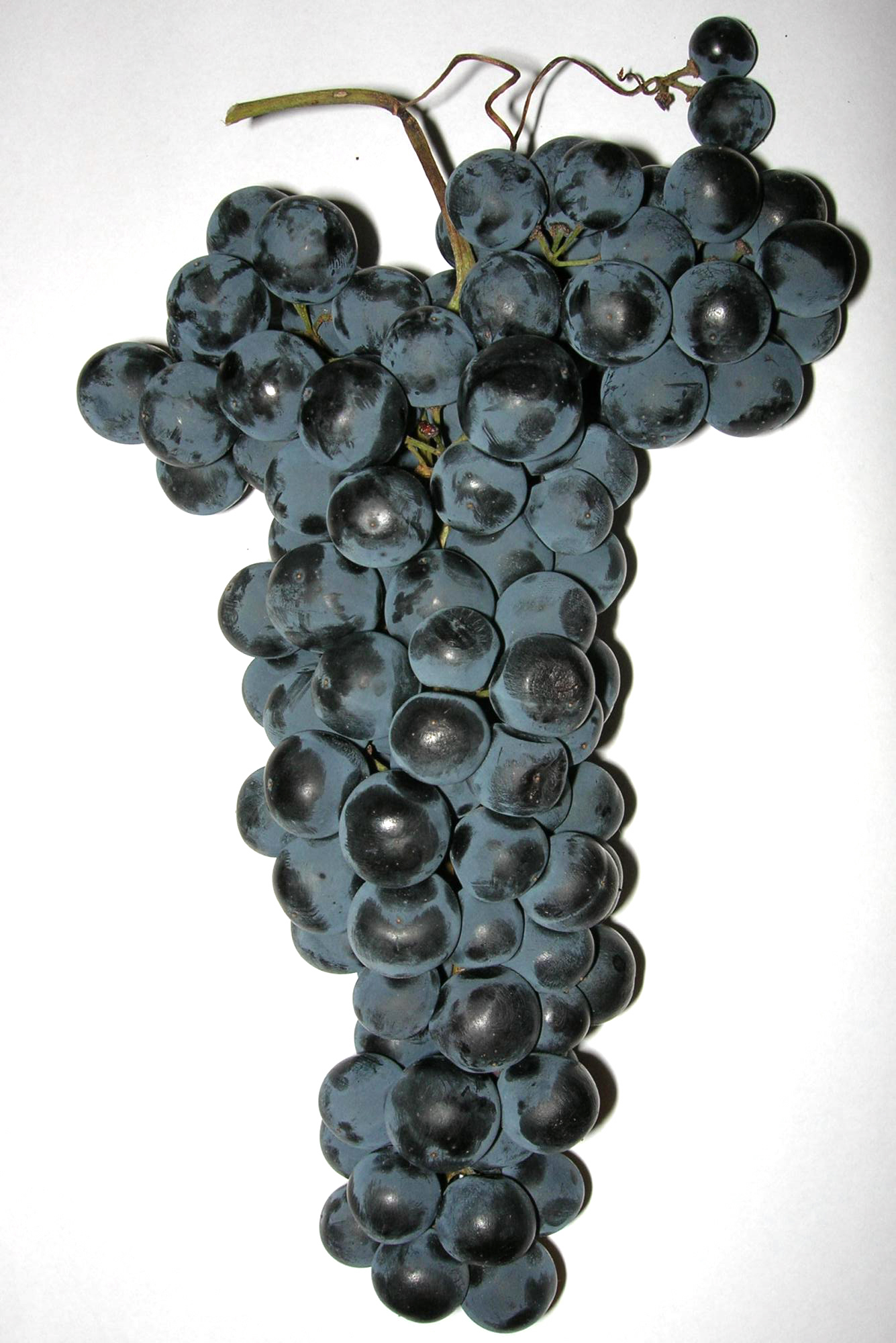
Een zeer goede druif voor port is Tinta Roriz, ook wel bekend als Tempranillo. Wijngaarden beplant met deze druif zullen dan ook meer punten toegekend krijgen.

Een van de bevoegdheden van de markies was het geven van licenties aan telers van portwijn-druiven en het bepalen van quota. Deze quota – aldaar bekend als "beneficio" – kent een jaarlijkse variabele en is afhankelijk van de kwaliteit van betreffende jaar en de omstandigheden van dat moment op de wijnmarkt. Deze maatregelen werden vastgesteld om ervoor te zorgen dat de markt niet overspoeld zou worden met port. De wijnen die beschikbaar kwamen moesten van hoge kwaliteit zijn en niet de reputatie van de Douro aantasten. Door de jaren heen wordt het systeem van licentieverlening door het IVDP geëvalueerd en beoordeeld.

## Druiven en opbrengsten
De meest belangrijke rode druivenvariëteiten zijn: Tinta Amarela, Tinta Barroca, Tinta Roriz (Tempranillo), Touriga Francesa, Touriga Nacional en Tinto Cão. 

De meest belangrijke witte druivenvariëteiten zijn Malvasia Fina (Trebbiano Toscano), Viosinho, Donzelinho en Gouveio.
Al deze druiven staan bekend om hun lage opbrengsten. Dat wat gunstig is voor een hogere kwaliteit. Maximaal is toegestaan 55 hectoliter most per hectare. Gemiddeld wordt er echter slechts 30 hectoliter per hectare gewonnen.

## Classificatie
Ieder jaar classificeert het IVDP de wijngaarden opnieuw op een schaal van A tot en met F, waarbij A het hoogste niveau is. De classificatie van betreffende wijngaard zal uiteindelijk van grote invloed zijn op het toegestane productieniveau van de wijngaard en dus de druiven en vervolgens op de prijs van de wijn die uit die druiven is gemaakt.
De wijngaarden van de quinta’s krijgen punten toegekend in verschillende categorieën die gaan over zowel de bodem en het klimaat als het druivengewas.
Als het aantal punten per categorie bekend is, worden deze bij elkaar opgeteld. Zie tabel 1.
Hoe hoger het aantal punten, hoe hoger de classificatie, hoe meer een wijngaard – en vervolgens de portwijn – zal kunnen opbrengen. Zie tabel 2.
| Categorie                                             | Maximaal te behalen punten | Maximaal aftrek van punten |
| ----------------------------------------------------- | -------------------------- | -------------------------- |
| Bodem en klimaat                                      |                            |                            |
| Locatie                                               | 600                        | -50                        |
| Hoogte-ligging                                        | 240                        | -900                       |
| Hellingshoek van de wijngaard                         | 101                        | 1                          |
| Bodemgesteente                                        | 100                        | -400                       |
| Onderhoud wijngaard                                   | 80                         | 0                          |
| Zonnestand                                            | 100                        | -30                        |
| Bechutting/Microklimaat                               | 60                         | 0                          |
| Druivengewas                                          |                            |                            |
| Leeftijd van wijnstokken                              | 60                         | 0                          |
| Opbrengst per hectare                                 | 120                        | 0                          |
| Druivenvariëteit                                      | 150                        | -150                       |
| Beplantingsdichtheid (Aantal wijnstokken per hectare) | 50                         | 0                          |
| Snoeiwijze                                            | 100                        | 0                          |

| Behaald aantal punten | Classificatie |
| --------------------- | ------------- |
| tot 399               | F             |
| van 400 tot 600       | E             |
| van 601 tot 800       | D             |
| van 801 tot 1000      | C             |
| van 1001 tot 1199     | B             |
| meer dan 1200         | A             |